# Tira de prensa

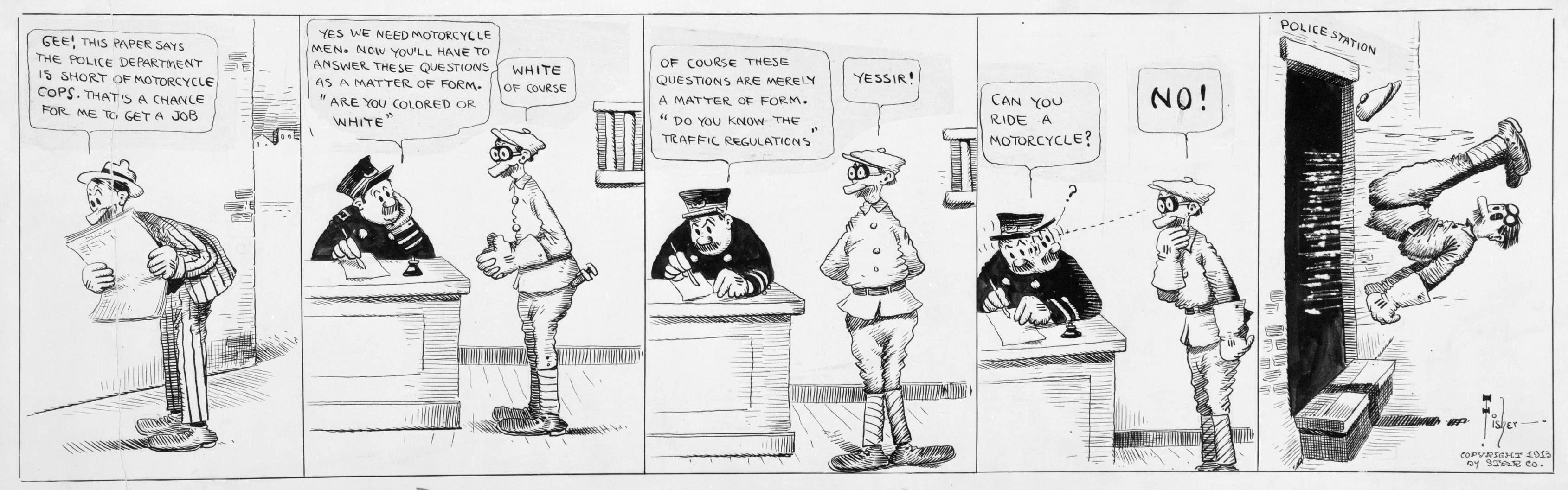
Tira diaria de Mutt and Jeff, la primera en lograr el éxito, fechada en 1913. Su autor fue Bud Fisher.

Una tira de prensa, también llamada tira cómica (del inglés comic strip) o simplemente tira es una historieta publicada periódicamente (generalmente diaria o semanalmente) en diarios, revistas y más recientemente en páginas de Internet. Protagonizadas, generalmente, por personajes fijos, pueden ser obra exclusiva de un dibujante, o resultado de su colaboración con un guionista, o incluso obra de todo un equipo de trabajo. Habitualmente, se distinguen dos tipos de tiras de prensa con diferente periodicidad:
- Las tiras diarias (en inglés, daily strip) que se desarrollan en unas pocas viñetas (normalmente entre tres y cuatro), alineadas horizontalmente, y que suelen estar dibujadas en blanco y negro debido al ritmo de publicación, aunque hoy en día podemos encontrarnos también con tiras a todo color editadas diariamente.
- Las tiras dominicales (en inglés, Sunday strip), que suelen ocupar toda la página y en color.

Actualmente, la mayoría se adscriben al género cómico, pero no siempre fue así, destacándose en el pasado tiras de prensa de aventuras (Tarzán de los monos), de ciencia ficción (Flash Gordon), históricas (Príncipe Valiente), policíacas (Dick Tracy), o incluso románticas (The Heart of Juliet Jones).

## Historia de las tiras de prensa

### Orígenes (1871-95)
El modelo de la revista británica Punch (1841) fue imitado en todo el mundo, dando lugar en Estados Unidos, a Puck (1871), Judge (1882) y Life (1883), donde hicieron su carrera autores como Arthur Burdett Frost y Frank M. Howarth y comenzaron, entre otros, Richard Felton Outcault y George Herriman. 
En esta época dorada de la prensa estadounidense, los dos principales editores del país, William Randolph Hearst y su rival Joseph Pulitzer, decidieron usar la historieta como una manera de vender sus periódicos a una población emigrante que no entendía muy bien el inglés pero sí podía «leer» las historietas. Surgen pronto series con personajes fijos, como Little Bear, de James Swinnerton en 1892. Al año siguiente, se incorpora el color en el suplemento dominical del New York World de Pulitzer.

### La modernidad (1896-1923)

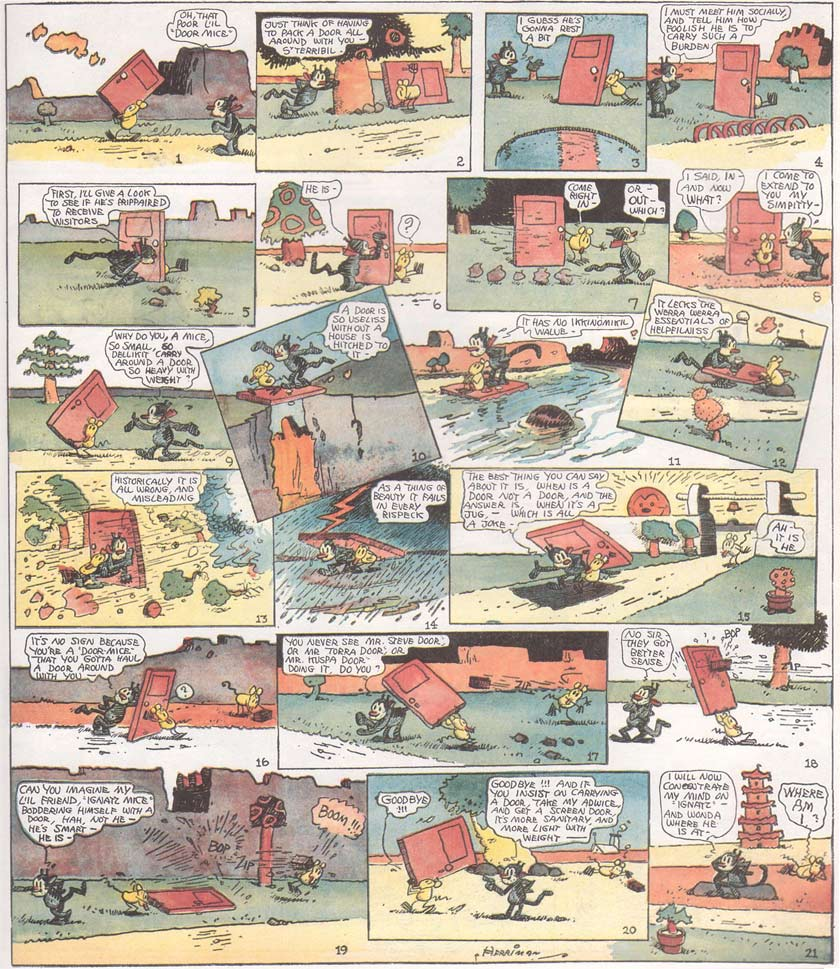
Dominical de Krazy Kat de 1922.

Inicialmente los funnies, como es conocido el cómic de prensa estadounidense, comenzaron como pequeños gags episódicos de una viñeta y mantuvieron su carácter auto-conclusivo aun cuando se fragmentaron en tiras tras The Yellow Kid. El personaje o protagonistas que normalmente daban título a la serie también le darían continuidad. Esta importancia de los personajes hizo que los editores intentaran robárselos unos a otros hasta que los tribunales arbitraron una solución que obligaba a una serie y a sus personajes a cambiar de título si cambiaban de periódico. Desde marzo de 1897, de la mano de Hearst, las tiras se recopilaron, apareciendo al menos 70 recopilaciones solo entre 1900 y 1909. En 1914, fundó también la primera agencia syndicate: el King Features Syndicate, al que pronto copiarían sus rivales con el United Features Syndicate y otros. El syndicate es una agencia para la distribución de las tiras entre los periódicos de un mismo editor y para su publicación en periódicos extranjeros. En una frase: los syndicates son las editoriales exclusivas de los cómics de prensa.
Además de la ya mencionada The Yellow Kid (1894) de Outcault, las series germinales de la historieta de prensa estadounidense fueron Happy Hooligan (1904) de Frederick Burr Opper, sobre un mendigo al que todo le sale mal pero nunca pierde su sonrisa, y The Katzenjammer Kids (1912) de Rudolph Dirks, protagonizada por dos traviesos niños, rubio y moreno, inspirados en Max y Moritz de Wilhelm Busch. También patoso es Boob McNutt (1915) de Rube Goldberg.
A partir de The Yellow Kid, todos los recursos técnicos de impresión de los diarios se optimizan para obtención de la mayor exuberancia en sus populares páginas de historieta. Al formato sábana de los diarios estadounidenses, que permitía historietas de una o media página, se incorpora el color. El cenit se alcanza poco después con los suplementos dominicales de «sólo» historietas, cambiando su pauta periódica. Esto permitió el surgimiento de series arriesgadas que exploraban las posibilidades cromáticas, rítmicas y esquemáticas de la página y que hoy figuran como los mejores clásicos del cómic de prensa. Estas son Little Nemo in Slumberland (1905) de Winsor McCay y Krazy Kat (1907) de George Herriman.
Probablemente el más importante de los dos fue Winsor McCay que estableció, anticipándose al cine, el moderno lenguaje visual de planos y raccords, además de destacar como notable pionero de los dibujos animados. Tan solo cinco años después de La interpretación de los sueños de Freud, su emblemática serie Little Nemo relata el mundo onírico de un niño e incorpora al cómic la estética modernista del art déco. Little Nemo llevó la imaginación gráfica y narrativa de McCay al límite con metamorfosis, cambios de tamaño y estado del personaje que, en cierto modo, prefigurarían el surrealismo.
Por su parte, Krazy Kat de George Herriman repite una trama constantemente: Krazy Kat, enamorado/a del ratón Ignatz, es constantemente rechazado/a por este mediante adoquinazos que él/ella interpreta como signos de amor y que un perro comisario, enamorado de Krazy Kat, aprovecha para encerrar a Ignatz en la cárcel. Por su inversión sistemática del orden lógico y racional de los acontecimientos; su gusto por la sonoridad, imprecisión y mestizaje del lenguaje oral popular y, en suma, su carácter absurdo, primitivo e infantil; el dadaísmo, que por entonces estudiaba la cultura popular estadounidense bajo la óptica de folclore contemporáneo, sacralizó a Krazy Kat como «puro humor dadá estadounidense».
Otras series vanguardistas que vale la pena mencionar son The Upside Downs (1903) de Gustave Veerbeek, organizada en páginas que componían la historia primero del derecho para continuarse del revés al invertir la página, y Kinder Kids y Wee Willis Winkies World (1906) del pintor, miembro fundador y profesor de la Escuela de la Bauhaus Lyonel Feininger en las que inauguraría el uso no-naturalista del color e incorporaría al cómic la antropomorfización de los personajes no humanos.
No obstante, las tiras más populares de la época tenían un registro temático restringido. Oscilaban entre el humor físico del slapstick y el tratamiento de los problemas de adaptación a la modernidad y liberalidad de costumbres por un grupo de personajes. El grupo podía ser una familia o una pareja, siempre polarizada entre un padre y sus hijos o esposa o entre dos compañeros de diferente carácter. Destacan Mutt and Jeff de Bud Fischer (1907), que logró el triunfo de la serie diaria tras el intento fallido de Clare Briggs en 1904; Polly and her pals (1912) de Cliff Sterret, Bringing up father (1913) de George McManus, Gasoline Alley (1918) de Frank King, Thimble theater (1919) en la que Segar crearía a Popeye, Little Orphan Annie (1924) de Harold Gray y The Bungle Family (1924) de Harry J. Tuthill. También se publican girl strips, como Tillie the Toiler, de Westover, en 1921, y la primera tira mexicana importante, Don Catarino y su apreciable familia, seguida en 1927 por El señor Pestaña y Mamerto y sus conocencias.

### La aventura entre dos guerras (1924-42)

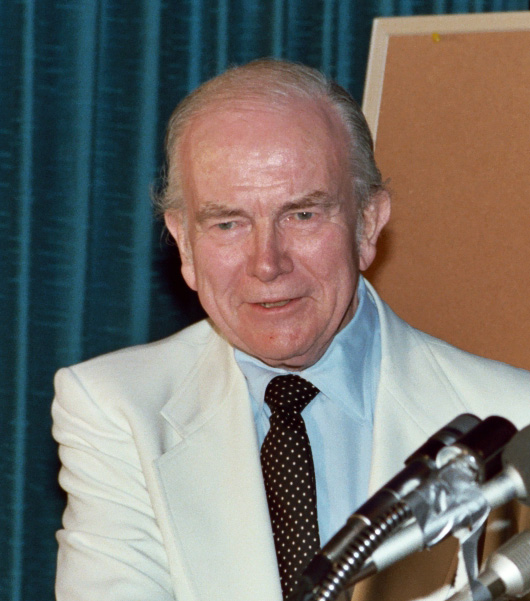
Milton Caniff en 1982.

La experiencia moderna se truncaría con la depresión de 1929 que empujaría a una renovación del cómic de prensa. Se acabaron el comentario sociológico, ahora peligroso, y los excesos artísticos, ahora demasiado caros, en favor del puro entretenimiento. A pesar de la existencia de notables series cómicas como Blondie (1930) de Chic Young, The Little King de Otto Soglow, Alley Oop (1932) de V. T. Hamlin o Li’l Abner (1934) de Al Capp y de las vanguardistas novelas en imágenes de Lynd Ward, los siguientes años estarían marcados por las tiras de aventuras. Tras el éxito comercial de Wash Tubbs (1924) de Roy Crane, que introdujo el plano general, Tim Tyler's Luck (1928) de Lyman Young, Buck Rogers (1929) de Dick Calkins, Dick Tracy (1931) de Chester Gould y Brick Bradford (1933) de William Ritt y Clarence Gritt; este género se apuntalaría en 1934.
Ese año, la editorial King Features Syndicate contrató como ilustrador al joven Alex Raymond para que hiciese dos series dominicales, Flash Gordon y Jungle Jim, y una cotidiana, Secret Agent X-9 (con guiones del escritor Dashiell Hammett). Tanto Raymond como el Harold Foster de Tarzán (1929) y Príncipe Valiente (Prince Valiant, 1937) definirían la nueva estética de las tiras de aventuras: pictorialista, magistral y minuciosa; elegante y, sobre todo, atmosférica. Se recuperó, por tanto, el valor seguro del realismo en detrimento del grafismo más vanguardista de los años veinte.
También en 1934, el periódico Chicago Tribune y la editorial NY Syndicate empezaría a distribuir la más importante tira de aventuras: Terry y los piratas (Terry and the Pirates) de Milton Caniff. Caniff adoptó el nuevo lenguaje del cine tomando muchos de sus recursos como el plano estadounidense e imitaciones del plano-secuencia. Pero, lo que es más importante, sustituyó definitivamente lo episódico por la serie de continuidad, siendo el reto del suspense al final de tira o página fundamental para mantener el clímax. Y llevó esta lógica al extremo: las tiras diarias se conectaban entre sí y con el dominical pero, además, la serie se podía leer solo con las páginas dominicales o, también, solo con las diarias: una proeza mandato de su editorial syndicate. De tal modo, el instinto de repetición característico de la primera época (podríamos decir fordista) se vio sustituido por la continuidad narrativa como nueva política cuyo objetivo final no era otro que fidelizar lectores.
El guionista Lee Falk continuaría el formato con The Phantom (1936) y Mandrake the magician (1939), Burne Hogarth se haría cargo de Tarzán en 1937 y se inauguraría el folletín romántico con Mary Worth (1939) de Allen Saunders y Brenda Starr (1940) de Dale Messick, pero en 1938 el cómic de prensa sufría un duro golpe con el nacimiento del comic book de superhéroes. Los superhéroes tenían esquemas narrativos muy parecidos a las tiras de aventuras: historia entre la realidad y la ficción, en forma de serie continua, basada en un protagonista carismático con doble identidad, máscara/disfraz o complementos. Bien visto, lo único que añadieron los superhéroes fueron los superpoderes. Pero desde el punto de vista industrial acabarían con la edad de oro de los cómics de prensa estadounidenses.
En el terreno de la tira cómica, se lanzan Nancy (1938) de Ernie Bushmiller, Barnaby (1942) de Crockett Johnson, Sad Sack (1942) de George Baker, La pequeña Lulú (1945) de John Stanley o Memín Pinguín (1945) de Yolanda Vargas Dulché.
En los países nórdicos fue el cómic pantomímico (sin palabras) el que gozó de mayor prestigio, gracias a obras como Adamson (1920) de Oscar Jacobsson, Ferd'nand (1937) de Henning Dahl Mikkelsen y Alfredo (1950) de Jørgen Mogensen y Siegfried Cornelius.
En Japón, por su parte, destaca la tira cómica Fuku-Chan (1936-), de Ryuichi Yokohama.

### Desde Rip Kirby a Peanuts
Tras la guerra, se impone la llamada daily strip, que ocupa uno de los fragmentos horizontales de una página de contenido heterogéneo y puede ser, dependiendo del género, una narración completa o serial. También había publicaciones de página completa los domingos, aunque los autores eran diferentes. Esto impuso una limitación espacial a diálogos y acción, perjudicando a los cómics más realistas, como Johnny Hazard (1944) de Frank Robbins, Rip Kirby (1946) de Alex Raymond o Steve Canyon (1947) de Milton Caniff; en los años venideros las más importantes adoptarían predominantemente protagonistas orientados a la infancia, pero mostrarían una fuerte carga intelectual, como Pogo (1948) de Walt Kelly o King Aroo de Jack Kent y Peanuts de Charles Schulz, ambas de 1950. Esta última fue la tira más importante e influyente del siglo XX en Estados Unidos.
En Argentina, por su parte, destaca Guillermo Divito, creador y director de la revista Rico Tipo (1944), para la que creará personajes como El otro yo del doctor Merengue, Pochita Morfoni, Fúlmine, y El abuelo, entre otras creaciones. En Japón, encontramos a autores como Machiko Hasegawa, creadora de la tira cómica Sazae-san (1946-74). En Chile destacan Pepe Antártico (1947) de Percy y Condorito (1949) de Pepo.
En 1950, Mort Walker inicia su prolífica producción con Beetle Bailey, a la que seguiría Hi and Lois, también un éxito. Otro autor importante es Johnny Hart, con B.C. (1958) o El mago de Id (1964), y también pueden destacarse otras series como Daniel el Travieso (1951) de Hank Ketcham, Miss Peach (1956) de Mell Lazarus, la homónima de Jules Feiffer (1957), Tiger (1965) de Bud Blake, Mumin (1954-74) de Tove Jansson.
Entre las tiras de grafismo realista, puede destacarse la incorporación de Dan Barry a Flash Gordon en 1951 y series como Garth (1943), The Cisco Kid (1951) de Rod Reed/Jose Luis Salinas, Judge Parker (1952) de Nicholas P. Dallis y Big Ben Bolt (1950) o The Heart of Juliet Jones (1953), ambas escritas por Elliot Caplin e ilustradas por John Cullen Murphy y Stan Drake, respectivamente. Poco después, Mary Perkins, On Stage (1957) de Leonard Starr y Sky Masters (1958) de Dave Wood/Jack Kirby.

### Desde Mafalda a Garfield
Mafalda, creada por Quino en 1964, logra una gran popularidad en Latinoamérica en general, España, Italia, Francia y otros países europeos, aunque también pueden destacarse a otros autores argentinos como Lino Palacio.
En 1968, Garry Troudeau inicia "Doonesbury" y Mort Walker, Boner's Ark. 
En 1970, Mell Lazarus crea Momma y Russell Myers, Broom-Hilda (1970).
En 1973, Dick Browne crea Olafo el vikingo y George Gately, Heathcliff. 
Antes de dedicarse a los dibujos animados, Matt Groening crea La vida en el Infierno que simulaba la mala experiencia de vida en Los Ángeles. La historieta llegó a estar presente en más de 200 periódicos en Estados Unidos y Canadá, y trataba de las aventuras de conejos antropomórficos y amantes homosexuales en Los Ángeles. En la historieta se satirizaba el amor, el trabajo y el sexo. Don Wilder y Brant Parker lanzan en 1980 “Goosemyer”. 
Garfield (1978), de Jim Davis se burla de dueños de mascotas y de su relación con los animales domésticos, retratando a la mascota como el verdadero amo de la casa. Garfield también apela a su manera a problemas muy humanos, como las dietas, el odio a los lunes, la apatía, el fastidio, en contadas ocasiones se le atribuyó enemistar a los perros y gatos, el maltrato permanente a los ancianos, etc. 
En 1980 se inician "The Far Side", de Gary Larson y Bloom County de Berkeley Breathed.
Entre las decadentes tiras de grafismo realista, puede mencionarse  The Adventures of Phoebe Zeit-Geist (1968) de Michael O'Donoghue/Frank Springer, Sally Forth (1968) de Wally Wood o Friday Foster (1970) de Jim Lawrence/Jorge Longaron.

### Desde Calvin y Hobbes
El 18 de noviembre de 1985, Bill Watterson inicia Calvin y Hobbes (1985), una de las series más populares de los últimos tiempos, que ha recuperado elementos del humor físico de la ya extinta época dorada de las tiras de prensa. Watterson está acreditado como el primer dibujante moderno en recuperar el dominical, con el que sus tiras se acercaron más a las de los años 1920 y 30. 
FoxTrot (1988) y, en España, Goomer de Ricardo & Nacho.
Dilbert (1989) de Scott Adams se desarrolla en el contexto de lo cotidiano para millones de empleados: políticas de oficina, jefes sin idea de lo que hacen, compañeros de trabajo molestos, asignaturas sin sentido, juntas eternas. El mismo tipo de cosas que la gente odia en su trabajo diario son las que provocan las carcajadas en Dilbert. 
Baby Blues (1990) de Rick Kirkman/Jerry Scott, Wild Palms (1990) de Bruce Wagner/Julian Allen o La laguna de Sherman (1991) de Jim Toomey.
Desde mediados de los 90, se produce un auge de éstas en internet, ya que se muestra como el formato "más adecuado para la pantalla".
Zits (1997) escrita por Jerry Scott e ilustrada por Jim Borgman, relata la vida de Jeremy Duncan, un adolescente de quince años en su primer curso en la High School. Jeremy trata de equilibrar su vida pasando el tiempo con sus amigos (sobre todo con su mejor amigo, Héctor García), intentado analizar su torpe relación con su novia periódica (se unen y se separan con inusitada rapidez), luchando con los deberes, ensayando para ser un futuro dios del rock, y tolerando a sus ridículos padres (según su punto de vista). La tira destaca por tener una variedad de personajes principales bien definidos y estructurados, que complementan la dura vida del adolescente Jeremy.
Liberty Meadows (1997), The Boondocks (1999).

## Herramientasonline
Existen herramientas para la generación de tiras cómicas online, algunas de ellas permiten la generación de pdf, importación en blogs o la creación de merchandising con las tiras generadas.
- Toonlet
- Comix2me
- ToonDoo
- Don Rústico, Robicuña, el profesor Casimiro Cábala
- ComicStripGenerator